# Schickamühle
Schickamühle (bis 2014 Schicka) ist ein Gemeindeteil des Markts Langquaid im niederbayerischen Landkreis Kelheim.

## Lage
Die Einöde liegt an der Großen Laber etwa viereinhalb Kilometer südwestlich des Ortskerns von Langquaid am Südrand des Gemeindegebiets auf der Gemarkung Adlhausen. 

## Geschichte
Seit der Eingliederung der Gemeinde Adlhausen nach Langquaid am 1. Mai 1978 ist Schickamühle ein Gemeindeteil von Langquaid. Die Änderung des Namens von Schicka in Schickamühle erfolgte durch Bescheid des Landratsamts Kelheim vom 23. Mai 2014. Die Einöde war historisch eine Wassermühle und ist aktuell ein Laufwasserkraftwerk und Sägewerk an der Großen Laber. Außerdem unterhält die Eigentümerfamilie einen Gastronomiebetrieb.